# 14e Bureau politique du Parti communiste chinois

Le 14e Bureau politique du Parti communiste chinois est l'organe dirigeant principal du Parti communiste chinois, élu par le Comité central du Parti, lui-même élu par le 14e congrès national du Parti, en octobre 1992. Il est remplacé par le 15e Bureau politique en septembre 1997.

## Membres
Les membres du bureau politique sont les suivants :
Par ordre de préséance
1. Ding Guangen (丁关根)
2. Tian Jiyun (田纪云)
3. Zhu Rongji (朱镕基)
4. Qiao Shi (乔石)
5. Liu Huaqing (刘华清)
6. Jiang Zemin (江泽民)
7. Li Peng (李鹏)
8. Li Lanqing (李岚清)
9. Li Tieying (李铁映)
10. Li Ruihuan (李瑞环)
11. Yang Baibing (杨白冰)
12. Wu Bangguo (吴邦国)
13. Zou Jiahua (邹家华)
14. Chen Xitong (陈希同)
15. Hu Jintao (胡锦涛)
16. Jiang Chunyun (姜春云)
17. Qian Qichen (钱其琛)
18. Wei Jianxing (尉健行)
19. Xie Fei (谢非)
20. Tan Shaowen (谭绍文)

### Autres membres
Par ordre de préséance
1. Wen Jiabao (温家宝)
2. Wang Hanbin (王汉斌)

## Comité central
Les membres du comité central sont les suivants :
Par ordre de préséance
1. Jiang Zemin
2. Li Peng
3. Qiao Shi
4. Li Ruihuan
5. Zhu Rongji
6. Liu Huaqing
7. Hu Jintao

## L'affaire Chen Xitong
Protégé de Deng Xiaoping, Chen Xitong, maire de Pékin, a été limogé sous l'accusation de corruption après le suicide d'un maire adjoint de Pékin. Arrêté en juillet 1995, il a été exclu du Parti communiste chinois en septembre 1997 par le XVe Congrès du parti, qui avait entériné la décision d’engager des poursuites judiciaires contre lui. Il a été condamné en 1998 à seize ans de prison.
En 2012, Chen se dit victime d'une purge politique et indique que la supposée corruption n'était qu'un prétexte. Sa chute s'expliquerait par son conflit politique avec le président de l'époque Jiang Zemin.